# Platyrrhinus nigellus
Platyrrhinus nigellus és una espècie de ratpenat de la família dels fil·lostòmids. Viu a Bolívia, Colòmbia, l'Equador, el Perú i Veneçuela. El seu hàbitat natural són els boscos andins. Es tracta d'un animal frugívor que probablement s'arrecera sota les fulles de les palmeres. Està amenaçat per la destrucció del seu medi com a resultat de les activitats humanes.